# Polizzi Generosa
Polizzi Generosa é uma comuna italiana da região da Sicília, província de Palermo, com cerca de 4.142 habitantes. Estende-se por uma área de 134 km², tendo uma densidade populacional de 31 hab/km². Faz fronteira com Caltavuturo, Castellana Sicula, Isnello, Petralia Sottana, Scillato, Sclafani Bagni, Vallelunga Pratameno (CL), Villalba (CL).
É a terra natal do cardeal italiano, Mariano Rampolla, um forte candidato ao papado no Conclave de 1903.

## Demografia
| Variação demográfica do município entre 1861 e 2011                               |
|                                                                                   |
| Fonte: Istituto Nazionale di Statistica (ISTAT) - Elaboração gráfica da Wikipedia |